# Chattahoochee
Chattahoochee é uma cidade localizada no estado americano da Flórida, no condado de Gadsden. Foi incorporada em 1921.

## Geografia
De acordo com o United States Census Bureau, a cidade tem uma área de 14,7 km², onde 14,2 km² estão cobertos por terra e 0,5 km² por água.

### Localidades na vizinhança
O diagrama seguinte representa as localidades num raio de 32 km ao redor de Chattahoochee.

## Demografia
Segundo o censo nacional de 2010, a sua população é de 3 652 habitantes e sua densidade populacional é de 257,8 hab/km². Possui 1 155 residências, que resulta em uma densidade de 81,53 residências/km².